# Gantz
Gantz (ガンツ, Gantsu) és una sèrie de manga japonès escrit i il·lustrat per Hiroya Oku. Gantz explica la història de Kei Kurono i el seu amic Masaru Kato que moren en un accident de tren i arriben a ser part d'un "joc" semi-pòstum on ells i altres persones recentment mortes es veuen obligades a perseguir i matar aliens armats amb un grapat d'elements futuristes d'equip i armament. Combina l'acció, la ciència-ficció, i les relacions personals en el Japó actual, on aquest grup de persones que normalment moren en accidents, apareixen en un apartament amb una gran esfera negra anomenada Gantz. Tot seguit, l'esfera els indica que efectivament han mort i són obligats a complir les ordres que l'ésser que habita dins de l'esfera els encomana, sent com a premi la salvació de les seves vides, si sobreviuen a aquestes ordres.
Al desembre de 2006 la Primera Fase (1st stage) es va clausurar amb 20 volums i la Segona Fase (2nd stage) al juny de 2009. El manga ha estat adaptat a diversos formats com a videojocs, anime i ranobe. Pel seu contingut sagnant i amb escenes nuesa, aquesta sèrie va ser censurada en alguns països al llarg del món. El manga va tornar amb el seu episodi 304 l'1 d'octubre del 2009. Es van produir i llançar una sèrie de dues pel·lícules d'imatge real basades en el manga en el gener–abril de 2011.

## Origen del nom
Gantz pren el seu nom de la sèrie de 1974 "Ganbare Robokon". Aquesta sèrie tractava sobre certs robots que complien dia a dia ordres del seu mestre, el robot Gantz. Aquestes ordres consistien a ajudar a la gent (el robot protagonista ajudava a certa família especialment), cada vegada que ho feien eren recompensats amb punts. La suma depenia de la tasca que fessin. En completar 100 punts, Gantz els brindava un cor mecànic, i en aconseguir 10 cors (1000 punts gastats) els transformaven en robots classe A.

## Argument
Un parell d'estudiants de secundària, Kei Kurono i Masaru Kato, són atropellats per un tren subterrani en un intent de salvar la vida d'un borratxo sense llar que havia caigut a les vies. Després de les seves morts, Kurono i Kato es troben transportats a l'interior d'un apartament sense moblar de Tòquio. Ambdues persones aviat s'adonen que hi ha altres que estan presents i troben que no poden abandonar l'apartament. En un extrem de l'habitació hi ha una esfera sense trets distintius i de color negre conegut com a "Gantz".
Després d'algun temps a l'habitació, l'esfera Gantz s'obre, revelant a un home calb nu amb una màscara de respiració i cables connectats al seu cap, i tres bastidors que hi sobresurten, que ofereixen diversos eines perquè els utilitzin. Aquests inclouen el vestits negres Gantz per a cadascun d'ells, donant-los força extra, velocitat i resistència, també un controlador que actua com un radar, unitat de sigil, i tres tipus d'armes.
Quan l'esfera Gantz s'obre, el text en verd apareix en la seva superfície, informant als presents que les seves "vides han acabat i ara li pertanyen". Es mostra una imatge i en breu un text d'informació dels Objectius de Gantz, en Gantz els ordenant a anar per matar-los. Tots menys un objectiu demostrat fins ara, han estat els extraterrestres que viuen a la Terra i tenen en una àmplia varietat de formes. Després d'un període que varia entre missions, tots excepte el Gantz són transportats al lloc de la missió.
Els enviats no poden tornar de la missió fins que tots els seus enemics han mort, o el límit de temps s'ha esgotat. Si sobreviuen amb èxit una missió, cada individu s'atorga punts per als extraterrestres que han matat. Després se'ls permet sortir i viure la seva vida com millor els sembli fins al Gantz els citi de tornada de nou per la missió. L'única manera de deixar d'haver de participar en les missions és guanyar cent punts, i triar l'opció de ser alliberats. Diversos participants es maten en la seva tercera missió, deixant en Kurono com l'únic supervivent i el nou líder del "Equip de Gantz". No obstant això, com que la sèrie continua, en Kurono participa amb l'objectiu de reviure als seus amics morts amb els 100 punts que es pot obtenir a través de les missions. Encara que només en Kato i en Nishi han sigut reviscuts fins ara.
Després de diverses missions, Nishi descobreix un compte regressiu al Gantz per a una "Catàstrofe" quan els altres jugadors no eren conscients. Això es realitza per avisar que s'acabarà la raça humana en una setmana per motius desconeguts, però també allibera tots els participants del joc. Una setmana més tard, una força alienígena massiva envaeix la Terra i comença a exterminar a la raça humana, mentre que en Kurono i els seus companys fan tot el possible per fer ús de la tecnologia i armament avançat de Gantz per tal d'adoptar una postura en contra de la invasió alienígena. Aquests japonesos també s'adonen de l'existència d'equips Gantz d'arreu del món. Després d'una llarga batalla, els humans armats amb armes Gantz aconsegueixen aturar la invasió alienígena i poc després, en Kurono i els seus amics es posen en contacte amb altres espècies exòtiques proporcionant a la humanitat els mitjans per defensar-se contra els invasors.

## Producció
El primer pensament de Hiroya Oku sobre la història de Gantz s'origina quan estava a l'escola secundària. Es va inspirar en el programa Jidaigeki de Hissatsu, i la novel·la Time Murderer de Robert Sheckley. No obstant això, no es va decidir a fer Gantz fins després d'escriure el manga Zero One; Zero One tenia un estil semblant, però Oku va posar fi a la sèrie, i va declarar que no era gaire entretinguda i que era massa car per desenvolupar-se.
En crear els capítols del manga, Oku comença amb una imatge en miniatura de les pàgines. A continuació, crea models 3D dels personatges i els fons en el seu ordinador. Un cop fet això, Oku imprimeix els caràcters i els fons que va fer en 3D, afegeix el to i el color a les pàgines, i realitza acabats amb efectes de so i el diàleg. Aquest estil ja s'utilitzava en Zero One, però per a aquest títol, havia poc treball en dibuix a mà; Oku va decidir afegir més mà de dibuix per donar Gantz un to més realista, així com reduir el pressupost. No obstant això, encara assenyala que aquest mètode consumeix temps i que havia de treballar ràpidament per tal d'acabar els capítols a temps.
Oku tracta d'incorporar realisme a Gantz i afegeix que alguns dels esdeveniments que ocorren en la història es basen en les seves opinions sobre el món. Durant les escenes violentes o eròtiques, Oku s'assegura de no fer-ho molt llarg per evitar la reducció de realisme de la sèrie. No obstant això, s'ha esmentat que ell no s'autocensora i que tots els dibuixos que ha il·lustrat han estat publicats al manga. Alguns finals sorpresa tenen el propòsit d'anar en contra d'esdeveniments comuns que ocorren en diversos mangues, com la mort dels personatges principals com Kei Kishimoto i Masaru Kato. Abans que la sèrie va començar la serialització, Oku va dir als seus assistents que, amb excepció de Kurono, tots els personatges principals de la sèrie havien de morir.

## Contingut

### Manga
Creat per Hiroya Oku, va aparèixer en la revista Weekly Young Jump l'any 2000. Ha estat llicenciada a diversos països, inclòs Espanya, per l'editorial Glénat des d'octubre de 2002, a Mèxic per Grup Editorial Vid des del juliol de 2007, a més de ser publicada a Argentina per l'Editorial Ivrea l'any 2008. El més destacable del disseny és que utilitza tecnologies d'infografia per a la generació de gràfics 3D.
El manga és considerat per la majoria de seguidors més interessant que l'anime i molt més llarg, encara que la sèrie no està tancada i compta amb una gran quantitat de continguts violents i sexualment gràfics, a causa d'això, no es pot vendre a menors d'edat i en alguns països també ha estat prohibit.
La Primera Fase de Gantz consta de 20 capítols arribant fins al 237, aquesta primera fase presenta molts canvis en el dibuix i en les tècniques que va utilitzar Hiroya Oku per al seu desenvolupament.
La Segona Fase es diu "Gantz Katastrophe". S'inicia en el capítol 238, el qual va ser llançat el 22 de novembre de 2006 amb la publicació de la revista Young Jump #52. Compta amb l'aparició de nous personatges i una inesperada missió a Osaka; en aquesta nova fase, Hiroya Oku pensa aprofundir més sobre la història dels seus personatges i els misteris que giren entorn de l'esfera negra.
La Tercera fase de "Gantz: Final" s'inicia en el capítol 304 publicat al Japó el mes d'octubre del 2009 i actualment segueix en curs. En aquesta fase es descobreix el veritable motiu de l'esfera negra, i els personatges supervivents han d'enfrontar-se a una invasió extraterrestre a gran escala.

#### Spin-offs

##### Gantz/Osaka
A l'octubre del 2009, es va anunciar la publicació d'un spin-off anomenat Gantz/Osaka. El spin-off es recopilaria en tres capítols de fulles grandària B5 i que, a més de millorar l'estil del dibuix, també s'anava a publicar capítols especials de la perspectiva de l'equip d'Osaka. El capítol 1 mostra tot el succeït des del capítol 238 fins al capítol 255 del màniga però millor dibuixat i un capítol especial on es mostra els treballs que tenen alguns personatges de l'equip d'Osaka fora de la missions com Anzu Yamasaki que és una mangaka ecchi, Kuwabara, que és un professor d'anglès d'una escola de primària; Nobuo i George, que són cambrers d'un restaurant de menjar ràpid, Oka Hachirou, que és un empleat d'un banc, etc. El capítol 2 abasta els capítols 256 fins al 268 del màniga sense cap capítol especial.
El capítol 3 i últim de Gantz/Osaka abasta els capítols 269 fins al 291 on culmina la missió derrotant el Nurahiyon i un capitulo especial on es mostra el que va ocórrer després amb els supervivents de l'equip d'Osaka: Kuwabara Kazuo, Miho Nakayama, Sumiko Yamada aconsegueixen obtenir 100 punts i decideixen anar-se de Gantz, quedant solament el noi de les ulleres. Després de passar uns dies amb la seva vida normal, Kuroame-chan (així s'anomena a l'esfera negra en Osaka) ho convoca a l'i recluta a una petita nena. Després d'uns intents fallits que la nena es posés el vestit, són portats a la missió d'Itàlia, on el noi actua com a franctirador disparandole a les estuatuas italianes, els qui ho mutilen d'un braç però aconsegueix sobreviure i torna de nou a l'habitació. El noi guanya 100 punts i s'acorda de la promesa que li va fer a Masaru, per la qual cosa decideix reviure a Anzu Yamasaki.

##### Gantz/No Moto
Gantz/No Moto (literalment El principi de Gantz) és una màniga publicada en la nova revista bimestral trucada Miracle Jump i dibuixat per Hiroya Oku, qui és també el personatge principal. El manga revela las obras cinematográficas, literarias y de otras índoles que influenciaron a Hiroya Oku para la creación y realización del manga de Gantz, tales como Volver al futuro y Robocop.

##### Gantz/Nishi
En commemoració a l'èxit taquiller de la segona pel·lícula de Gantz: Gantz Perfect Answer, Hiroya Oku va publicar com a capítol especial Gantz/Nishi, el qual presenta un cop d'ull a la vida normal de Nishi abans de la catàstrofe.

### Anime

Coberta del primer Gantz llançat per ADV Films.

Creat per l'estudi Gonzo i dirigit per Ichiro Itano compta amb 26 episodis d'uns 20 minuts cadascun (aprox.) i segueix el mateix argument del manga fins al capítol 8 aproximadament. Existeix una sola temporada, però va ser dividida en dues per problemes amb el canal televisiu que va decidir censurar els primers 12 episodis fins a deixar-los en només 9. D'aquesta manera existeixen dues versions, la censurada i la que no, que es va editar posteriorment en DVD. Posteriorment la sèrie va ser canviada de canal continu emetent de forma íntegra des del punt on es va fer la pausa, raó per la qual es pensa que té dues temporades.
L'anime respecta en la major part la història del manga (i fins i tot es permeten arreglar algunes contradiccions del manga, com que al principi es va dor que els humans corrents no podien veure els aliens però els dependents d'una tenda parlen sobre l'estranyesa que és en Takanense) però s'afegeix noves situacions i personatges inexistents en la versió original. Això fa que al principi no té molt sentit i fins i tot alenteix una mica la trama, té un motiu cap als últims episodis on se li intenta donar el final que el manga en aquells dies no s'entenia. Lamentablement els fans van quedar molt descontents amb el punt final, i és per això que des de fa temps, per Internet - més encara en fòrums de fans - es rumoreja sobre la sortida d'una nova temporada o reinici, que seria més fidel al manga, però sempre són descartats pels problemes que va tenir l'anime pel que fa al material violent i la temàtica sexual.
L'adaptació a l'anime va ser la que va llançar al mangaka Hiroya Oku a ser famós sent reconegut com a innovador en el gènere seinen manga.
El doblatge en castellà de Gantz es va realitzar a Veneçuela pels M&M Studios (antic Estudis Lain) per a Hispanoamèrica on va ser estrenada per la cadena televisiva Animax, transmetent-se tots els episodis sense censura. Actualment no hi ha plans per a una tercera temporada.

### Videojoc
El 17 de març de 2005, Konami va publicar un videojoc per a PlayStation 2 al Japó anomenat simplement Gantz: The Game. Compta amb els personatges i la trama a la missió de l'alien Chibi. El videojoc barreja elements d'acció en tercera persona i rol (RPG). També s'inclouen extres com els modes de joc Free Play, mode Mini, mode Browser Magazine, Rànquings Gantz, una vista prèvia especial de la pel·lícula i l'estàtic escenari final. El joc mai va ser llançat a l'estranger.
El Gantz/Burst i Gantz MobileMission són videojocs per a mòbils.

### Novel·la
Gantz compta amb dues novel·les. Una d'elles titulades Gantz/Minus. És una novel·la escrita per Masatoshi Kusakabe i il·lustrada per Yusuke Kozaki. La història es desenvolupa abans de l'arribada de Kei Kurono i Masaru Kato a l'habitació de Gantz, aquesta novel·la està centrada en Ooki Kashihara i Akari Jinguu, apareixen personatges del manga com Shion Izumi i Joichiro Nishi. La novel·la compta amb 8 capítols, comença amb el capítol -0008 i acaba amb el -0001 (La numeració dels capítols és un compte regressiu).
La segona novel·la anomenada Gantz/EXA va sortir a la venda el 16 de setembre del 2010 i va abastar 12 capitulos en total. Aquesta novel·la va ser escrita per Shindo Junjo amb la idea original i composició d'Hireyama Yumeaki i il·lustrat per Koji Ogata. La novel·la és paral·lela al manga, en tractar-se de les missions que s'enfronta el protagonista anomenat Nagacapítolo, un investigador espacial que en trobar-se amb un gran nombres d'esferes negres surant per l'espai durant una exploració, examina el seu contingut d'una de les esferes i troba a Kei Kishimoto, que serà la seva aliada per sobreviure a les missions en les quals seran sotmesos. Cal destacar quen en aquesta novel·la apareixen com a personatges secundaris Masaru Kato i Kei Kurono.

### Adaptació cinematogràfica
El 29 de gener del 2011 es va estrenar la pel·lícula d'imatge real Gantz al Japó, versió cinematogràfica del manga, són dues pel·lícules, l'altra es va estrenar a l'hivern del mateix any. Encara que alguna informació diu que es va estrenar el 23 d'abril del 2011 tenint per títol Gantz Perfect Answer, els protagonistes de la sèrie són Kazunari Ninomiya - Cartes des d'Iwo Jima - com Kurono i Kenichi Matsuyama - Death Note, Detroit Metal City - com Kato.
Encara que la primera part es va estrenar el 29 de gener al Japó, molts mitjans s'han fet ressò de l'estrena als EUA nou dies abans, el 20 de gener de 2011, que va generar certa controvèrsia.
La pel·lícula és dirigida per Shinsuke Sato - Lady Snowblood, Oblivion Island: Haruka i el mirall màgic - i l'adaptació del manga és de l'escriptor i guionista Yusuke Watanabe - 20th Century Boys.
La pel·lícula compta amb un pressupost de 45 milions de dòlars.

### Música
- Opening del primer episodi: Pie Jesu, composta per Grabiel Fauré i interpretada pel cor Oxford Camerata.
- Opening: Super Shooter, interpretat per Rip Slyme.
- Ending: Last Kiss, interpretat per Bonnie Pink.
- Tema d'inici de la missió Gantz: Rajio no Kohemi (lit. "El so de la ràdio"), cançó popular radiofònica de la postguerra al Japó.
- Banda sonora: Gantz Original Soundtrack, composta per Takanashi Yasuharu.
- Banda sonora de la pel·lícula: The Sound of Gantz, composta per Kenji Kawai.

### Altres
Un llibre titulat Gantz/Manual va ser publicat per Shueisha el 17 de desembre de 2004. El llibre compta amb resums, ressenyes d'episodis, personatges, i detalls addicionals sobre el fons de l'univers Gantz.

## Característiques

### Equip
Abans de cada missió, l'esfera de Gantz s'obre, mostra una varietat d'objectes i armes perquè puguin protegir-se i caçar als aliens. Després de la missió, els poden portar de l'habitació per als seus usos personals.
| Equip bàsic                                                              | Equip bàsic | Equip bàsic |
| ------------------------------------------------------------------------ | --- | --- |
| Nom                                                                      | Descripció | Altres informacions |
| Vestit Gantz (ガンツスーツ, Gantsu Sūtsu)                                | És una armadura personal que els lliura l'esfera Gantz abans de cada missió. El material del vestit està construït amb un compost blindat, és llis, i tebi al tacte. La funció del sistema està assegurada per la circulació d'un liquid orgànic d'un color blau brillant. La interacció amb els músculs, nervis i el sistema vascular es deu a la nano-fibra. La connexió penetra la pell, i creix en les artèries majors i nervis principals, en aquest cas, els usuaris noten un pessigolleig o pinçament suau. La protecció de la cara i el cap és generat pel complex massiu de càpsules en la part posterior del cap. En cas d'esgotament complet o la sobrecàrrega de sistemes, l'armadura es destrueix, en aquest cas les càpsules esclaten, una certa part de la nano-fibra, roman en el vestit, però ràpidament es descompon. En la manera passiva la vida útil de cada càpsula decreix gradualment, així que Gantz renova cada equip en cada missió. Altres característiques molt vistes en el vestit són que en rebre cops forts, atacs de bala o de les mateixes armes lliurades per Gantz entre d'altres, el vestit protegeix la integritat de l'individu, però en moltes ocasions es destrueixen les càpsules per la magnitud del dany rebut. També s'ha vist que el vestit és vulnerable a atacs d'enemics forts que usen Katanes, àcids, Làsers, boles de foc, entre d'altres, la qual cosa converteix al vestit bàsic en un protector inútil davant enemics extremadament forts. En la missió/saga d'Osaka s'ha vist al membre més fort dels Caçadors d'Osaka usar el que sembla una millora del vestit normal el qual sembla augmentar encara més la força i incloure una arma extremadament potent i dues enormes navalles paral·leles als braços que surten dels colzes del vestit. S'ha vist a partir del capítol 316 del manga un nou vestit que portava una simple vista triplica la grandària d'una persona mitjana, pel que sembla aquests nous vestits tenen un tipus d'armament especial ja que les armes gantz convencionals són molt petites per a aquests vestits. | Té tres maneres d'operar: - Passiu: el vestit ha començat a operar només per a protecció de danys. L'armadura és efectiva contra gairebé tot, específicament: fred i armes de foc, també és capaç d'absorbir polsos de la Pistola X. Un vestit carregat completament pot mantenir la seva protecció contra 5 atacs amb la Pistola X i 2 amb el Rifle X. L'armadura es torna inefectiva contra àcids orgànics forts, armes làser i armes molt filoses. - Actiu: el vestit ha començat a generar músculs, en aquest cas l'usuari pot desenvolupar força sobrehumana que li permet saltar més de 20 metres, córrer veloçment, aixecar objectes 50 vegades el seu pes corporal i copejar amb una força sobre humana. La manera activa d'operació ràpidament consumeix l'energia del vestit pel que en ocasions les càpsules exploten en resistir cops molt forts o en propinar-los també. - Stealth (Manera Silenciosa): això assegura la invisibilitat completa canviant la freqüència de la llum utilitzant el Radar de Gantz quan aquesta es reflecteix en l'usuari. La invisibilitat gasta la vida útil de les càpsules molt més ràpid que quan està en la Manera Activa d'operació. Amb l'esgotament de l'energia l'armadura desconnecta aucapítolàticament el Stealth. |
| Nom                                                                      | Descripció | Altres informacions |
| Radar de Gantz                                                           | Un dispositiu que permet localitzar als aliens i als Caçadors, encara que no del tot precís. També es pot utilitzar per canviar la freqüència del cos que ho utilitzi com a receptor de llum, fent-ho invisible (com ho fan Nishi, Oka, Kurono, Isumi i l'enemic que baralla contra Kurono en el final de l'anime). | Els Vampirs coneixen aquests radars i per evitar-los, utilitzen uns lents de contacte o òptiques especials per poder veure'ls. Es pdoen observar el temps que queda per acabar la missió, excepte en les últimes missions, ja que s'ha llevat el límit de temps. |
| Armes                                                                    | | |
| Nom                                                                      | Descripció | Altres informacions |
| Pistola X (Xガン, X Gan)                                                 | És una arma d'energia bàsica dels participants de Gantz, sent lleugera i compacta. El mecanisme d'acció és desconegut, les molècules de l'objecte irradiat comencen a descompondre's per l'exposició a una gran quantitat d'energia, després de 5 segons la reacció aconsegueix la massa crítica i té lloc la desintegració de la matèria aconseguida. Aquesta arma pot funcionar de diferents maneres, s'activen pressionant els gallets: - Gallet superior: serveix com escàner de raigs x, anotació i fixació del blanc. Produeix 9 ones diferents, les quals convergeixen en una. - Gallet inferior: (només) es cancel·la la fixació del blanc. - Tots dos gallets simultàniament: destrucció dels blancs fixats, en aquest cas, el tret de l'arma impacta en els blancs fixats anteriorment causant la seva destrucció, però no a més de 500 metres. Excedint aquest límit, l'emissió de l'arma no crea la desintegració crítica de massa, i llavors, el tret es torna inefectiu. Més enllà del fet que aquesta és l'arma més lleugera de l'arsenal de Gantz, un tret directe al capdavant o tronc d'un home, és, generalment, fatal. El tret cap a les extremitats causa la seva amputació. Un error central de la Pistola X és el retard del seu efecte destructiu, especialment en combat proper. Per la seva grandària petita, la Pistola X és perfecta per portar-la amagada o equipada en el vestit mentre es corre. | |
| Rifle X (Xショットガン, X Shotto Gan)                                    | És una arma d'energia, més poderosa que la Pistola X; un rifle construït amb els mateixos principis. Posseeix tres emissors addicionals i una mira òptica que asseguren un efecte destructiu major al de la pistola i un rang d'abast d'aproximadament 1 km. La possibilitat d'aconseguir aquest rang de tir compensa parcialment l'efecte de retard; encara que una grandària i pes major disminueix l'efectivitat del rifle en combat proper. Com la pistola, aquesta arma té el mateix sistema de gallets per assegurar el rastreig i fixació del blanc. | |
| Pistola Y (Yガン, Y Gan)                                                 | És una arma que només s'usa per capturar a l'enemic, sense causar-li danys. Igual que la X, posseeix dos gallets. En pressionar el primer, es fixa l'objectiu, en pressionar tots dos, els 3 canons deixen sortir una xarxa feta d'una fibra sintètica (en alguns casos) d'alta resistència, la qual cobreix i fixa al blanc amb uns mini-coets en les puntes que el fixen al sòl. El segon gallet (només) teleporta a l'objectiu sense importar la seva grandària o pes, ho envia a un altre plànol fora d'aquest món. El fixament opera independentment de la grandària i força del blanc fixat, el principal, almenys per alguns segons, per assegurar la immobilitat; llavors la Pistola-I pot ser utilitzada per "destruir" el blanc, és a dir, teleportar-lo a algun lloc desconegut. Generalment aquesta tècnica no lliura molts punts pel que s'ha vist durant la història. | |
| Espasa Gantz (ガンツソード, Gantsu Sōdo)                                 | Té la forma d'una katana i pot ser estesa a una longitud indeterminada. Es troba juntament amb la "Motocicleta Gantz" en una habitació contínua a la de l'esfera de Gantz. Apareix per primera vegada durant la missió del Poblerenc; aparentment ningú sabia de l'existència d'aquestes armes fins que arriba Izumi amb una d'elles en l'entrada del Museu Prehistòric. És bastant efectiva a causa del seu poc retard d'ús i la seva alta efectivitat en el tall, no obstant això, és com qualsevol espasa: pot ser destruïda. | |
| Vehicles                                                                 | | |
| Nom                                                                      | Descripció | Altres informacions |
| Motocicleta Gantz (ガンツバイク, Gantsu Baiku)                           | Un tipus de motocicleta amb una sola roda i l'únic vehicle que posseeix Gantz de moment. | Apareix per primera vegada en la missió de l'Alien Camperol i és usada per Kurono i Suzuki per distreure als dinosaures. Apareix per segona vegada en el capítol 243 quan dos membres de l'equip Gantz d'Osaka les usen per atacar als Nurarihyon. pot transportar a dues persones mentre roda. |
| Equip especial: a partir dels 100 punts.                                 | | |
| Nom                                                                      | Descripció | Altres informacions |
| Pistola H (Hガン, H Gan)                                                 | En pressionar els gallets, es crea un cilindre de "gravetat augmentada", el qual aixafa tot el que està a sota, deixant un clot en el sòl. | A partir del capítol 243, es veu que l'equip Gantz d'Osaka porta unes armes llargues i poderoses que mai s'havien vist abans. En el capítol 247, aquesta arma és usada. Podem veure que l'equip de Tòquio, en veure l'efecte d'aquestes armes, dedueix que possiblement aquestes siguin les Super-Armes que es guanyen en aconseguir els 100 punts. Això es confirma quan Nishi, que va obtenir 100 punts en la missió més recent, tria l'opció 2 i obté aquesta arma. Els Gantzers d'Osaka són els que més en van obtenir i van usar aquesta arma. L'Izumi de l'equip de Tòquio va aconseguir canviar-la però mai la va usar ja que va morir abans de la següent missió. |
| Vestit Gantz Especial (特殊仕様ガンツスーツ, Tokushu Shiyō Gantsu Sūtsu) | És un vestit més gran i poderós que l'ordinari. Posseeix dues fulles en tots dos colzes, braços summament grans i llargs que arriben fins al sòl i unes espècies de turbines que impulsen al braç al moment de colpejar, la qual cosa li atorga una major força. A diferència del vestit normal, aquest es cobreix tot el cos (inclosa la cara) la qual cosa dona a l'usuari una aparencia de robot humanoide. | Es presumeix que s'obté en aconseguir sobre 500 o 600 punts aproximadament. Va ser usat per Oka Hachirou que va arribar fins als 700 punts i almenys per un Gantzer d'equip desconegut en la missió d'Itàlia. |
| Robot Gegant (巨大ロボット, Kyodai Robotto, Gantsu Mecha)                | No es coneix molt d'aquesta arma ja que amb prou feines va ser usada. Se sap que incrementa encara més la força de l'usuari i que és controlada per cables connectats a les pulsacions situades en diferents parts del vestit especial. | Solament s'ha vist a Oka Hachirou usar aquesta poderosa arma contra l'ushi oni, qui va destrossar en part. Des del capítol 353 del manga, es pot observar uns immensos robots que podrien ser els mateixos que s'obtenen en guanyar molt més de 100* punts, solament que molt més petits. |
| Unitat Voladora (飛行ユニット, Hikō Yunitto)                             | Una versió modificada i més eficaç del la motocicleta Gantz. A diferència de la seva antecessora, aquesta unitat pot volar la qual cosa és de gran ajuda en cas que s'enfronti a un enemic gegant o que es necessiti escapar. | Usat per Oka Hachirou que semblava ser un expert en el seu ús. |

### Missions
Durant tot el desenvolupament del manga les persones que són enviades a l'habitació són encarregades d'eliminar a diferents aliens i enviar-los a l'hiperespai amb les diferents armes i equips especials.
Fins al capítol número 27 hi ha un total de deu missions. Fins al 17 de setembre de 2010 s'han publicat el capítol 28 i 29 amb vuit capítols cadascun.
| Capítol             | Missió | Capítols         | Número de Missió |
| ------------------- | --- | ---------------- | ---------------- |
| 1 i 2               | Negi Seijin (ねぎ星人, lit. ‘La ceba extraterrestre’)                                                                               | 22; de l'1 al 22 | 1a               |
| 3, 4 i 5            | Tanaka Seijin (田中星人, lit. ‘Tanaka, l'extraterrestre’)                                                                           | 35; 23 al 58     | 2a               |
| 6, 7 i 8            | Abarenbō Seijin/Okorinbō Seijin (あばれんぼう星人・おこりんぼう星人, lit. ‘L'extraterrestre salvatge i l'extraterrestre emprenyat’) | 35; 59 al 94     | 3a               |
| 9                   | Chibi Seijin (チビ星人, lit. ‘L'extraterrestre petit’)                                                                              | 11; 95 al 106    | 4a               |
| 12, 13 i 14         | Kappe Seijin (かっぺ星人, lit. ‘L'extraterrestre pagès’)                                                                            | 35; 131 al 166   | 5a               |
| 15                  | Yubiwa Seijin (ゆびわ星人, lit. ‘L'extraterrestre anell’)                                                                           | 6; 167 al 173    | 6a               |
| 15 i 16             | Kojima Tae (小島多恵, Tae Kojima)                                                                                                   | 16; 174 al 190   | 7a               |
| 17, 18 i 19         | Oni Seijin (オニ星人, lit. ‘L'extraterrestre dimoni’)                                                                               | 35;191 al 226    | 8a               |
| 21, 22, 23, 24 i 25 | Nurarihyon-hen (ぬらりひょん編, lit. ‘Saga Nurarihyon’)                                                                             | 42;238 al 280    | 9a               |
| 26 i 27             | Extraterrestres en forma d'estàtues romanes                                                                                         | 22;281 al 303    | 10a              |

### Els 100 punts
Quan una persona aconsegueix obtenir 100 punts en Gantz pot escollir entre tres opcions:
1. Alliberar-se de Gantz amb la memòria esborrada.

2. Rebre una arma més potent perquè les següents missions no siguin tan difícils.

3. Reviure a algú que estigui en la memòria de Gantz.
- Notes respecte a les recompenses:

(1) S'esborra la memòria, com si no conegués a Gantz, però el temps no es torna i tens records borrosos.

(2) L'enorme robot d'Oka Hachirou dona indicis que poden existir més opcions amb un puntaje major. Aquest robot s'obté per peces: ajuntant 100 punts i demanar sempre "una arma més potent", en la segona ocasió pel que sembla et donen un braç, l'altre en la tercera i així respectivament el cos, el casc, etcètera. Mai s'esmenta algú que hagi aconseguit més de 7 vegades els 100 punts.

(3) Gantz més que reviure el que fa és clonar al subjecte a partir de les últimes dades guardades d'aquesta persona. O si van ser lliurats, van morir fora de Gantz i després van ser reviscuts la majoria amb prou feines recorden l'última missió en la qual van participar. També es pot clonar a algú que està viu, casos que es van donar en la primera i última temporada.

## Publicació
A Espanya, l'any 2000 el manga fou publicat en castellà per l'editorial Panini amb un total de 18 volums gruixuts. Anteriorment, l'editorial Glénat/EDT l'havia publicat en 37 volums.

## Crítica i recepció
Les vendes japoneses del manga Gantz han portat a diversos dels volums a ser destacats en les llistes de best-seller procedents del Japó. El novembre de 2010, el manga Gantz havia venut més de deu milions d'exemplars al Japó, mentre que el gener del 2011, les vendes es van incrementar a més de quinze milions. Durant el 2008, Dark Horse Comics informar que Gantz s'havia venut en 175.000 còpies a Amèrica. El Volum 4 del manga va aparèixer en la "Llista de Manga Més Venuts" del The New York Times en vuitena posició. Deb Aoki d'About.com va declarar a Gantz com el millor seinen del 2008 juntament amb Black Lagoon. S'ha declarat que de la sèrie d'anime Gantz s'han venut al voltant de 19 milions de còpies.
Les vendes del DVD de Gantz han estat particularment fortes. Segons l'Anime News Network, el volum tercer de Gantz va superar les vendes de DVD del seu predecessor, el volum 1, per un marge significatiu. A causa de les fortes vendes de DVD, les pel·lícules d'ADV s'alliberen contínuament en volums successius, i ha estat una de les franquícies més reeixides d'anime del 2005.
L'anime Gantz també ha rebut elogis i ha estat aclamat per la crítica com extremadament "violent", "sagnant" i "sàdic" i no obstant això va resultar ser també molt "addictiu", fins i tot quan es va censurar durant la transmissió.